# Toby Leonard Moore
Toby Leonard Moore (* 1981 in Sydney) ist ein australischer Schauspieler. 

## Leben
Moore wuchs ab dem elften Lebensjahr in Hobart, der Hauptstadt des australischen Bundesstaats Tasmanien, auf. Nach dem Schulbesuch studierte er am National Institute of Dramatic Art in Sydney, seinen Abschluss als Schauspieler machte er 2005. In Sydney trat er zunächst in Produktionen der Sydney Theatre Company auf. Daneben begann er eine Karriere als Darsteller in verschiedenen Fernsehserien, unter anderem der australischen Serie Murder in the Outback und der amerikanischen Serie The Pacific von Steven Spielberg und Tom Hanks. Eine wichtige Nebenrolle bekam er 2015 in der Serie Marvel’s Daredevil, er spielt die Figur des James Wesley, der rechten Hand von Wilson Fisk, dem wichtigsten Gegenspieler der Hauptfigur Daredevil. Von 2016 bis 2020 war er in der Serie Billions zu sehen.
Im Actionfilm John Wick mit Keanu Reeves erhielt er eine Nebenrolle.

## Filmografie (Auswahl)
- 2005: Wu ji: Der Reiter der Winde (Wu ji)
- 2007: Mord im Outback (Joanne Lees: Murder in the Outback, Fernsehfilm)
- 2009: Dollhouse (Fernsehserie, 1 Folge)
- 2010: The Pacific (Fernsehserie, 6 Folgen)
- 2010: Underbelly: The Golden Mile (Miniserie, 5 Folgen)
- 2010: Blue Bloods – Crime Scene New York (Blue Bloods, Fernsehserie, 1 Folge)
- 2012: NYC 22 (Fernsehserie, 1 Folge)
- 2013: Banshee – Small Town. Big Secrets. (Banshee, Fernsehserie, 1 Folge)
- 2014: Robot Chicken (Fernsehserie, 1 Folge)
- 2014: John Wick
- 2014: White Collar (Fernsehserie, 2 Folgen)
- 2015: Marvel’s Daredevil (Fernsehserie, 10 Folgen)
- 2016–2023: Billions (Fernsehserie, 49 Folgen)
- 2017: Bull (Fernsehserie, 1 Folge)
- 2020: Condor (Fernsehserie)
- 2020: Mank
- 2023: The Blacklist (Fernsehserie, 8 Folgen)